# Riveira (Touro)
Riveira o San Pedro de Riveira (llamada oficialmente San Pedro de Ribeira) es una parroquia española del municipio de Touro, en la provincia de La Coruña, Galicia.

## Entidades de población
Entidades de población que forman parte de la parroquia:
- Muíños (Os Muíños)
- Pousada
- Remesquinde
- San Pedro

## Demografía
| Gráfica de evolución demográfica de Riveira entre 2000 y 2019 |
|                                                               |
| Datos según el nomenclátor publicado por el INE.              |